# أمريكا المفتوحة 2002 (كرة مضرب)
قائمة بالأبطال في بطولة 2002 أمريكا المفتوحة:

## الكبار

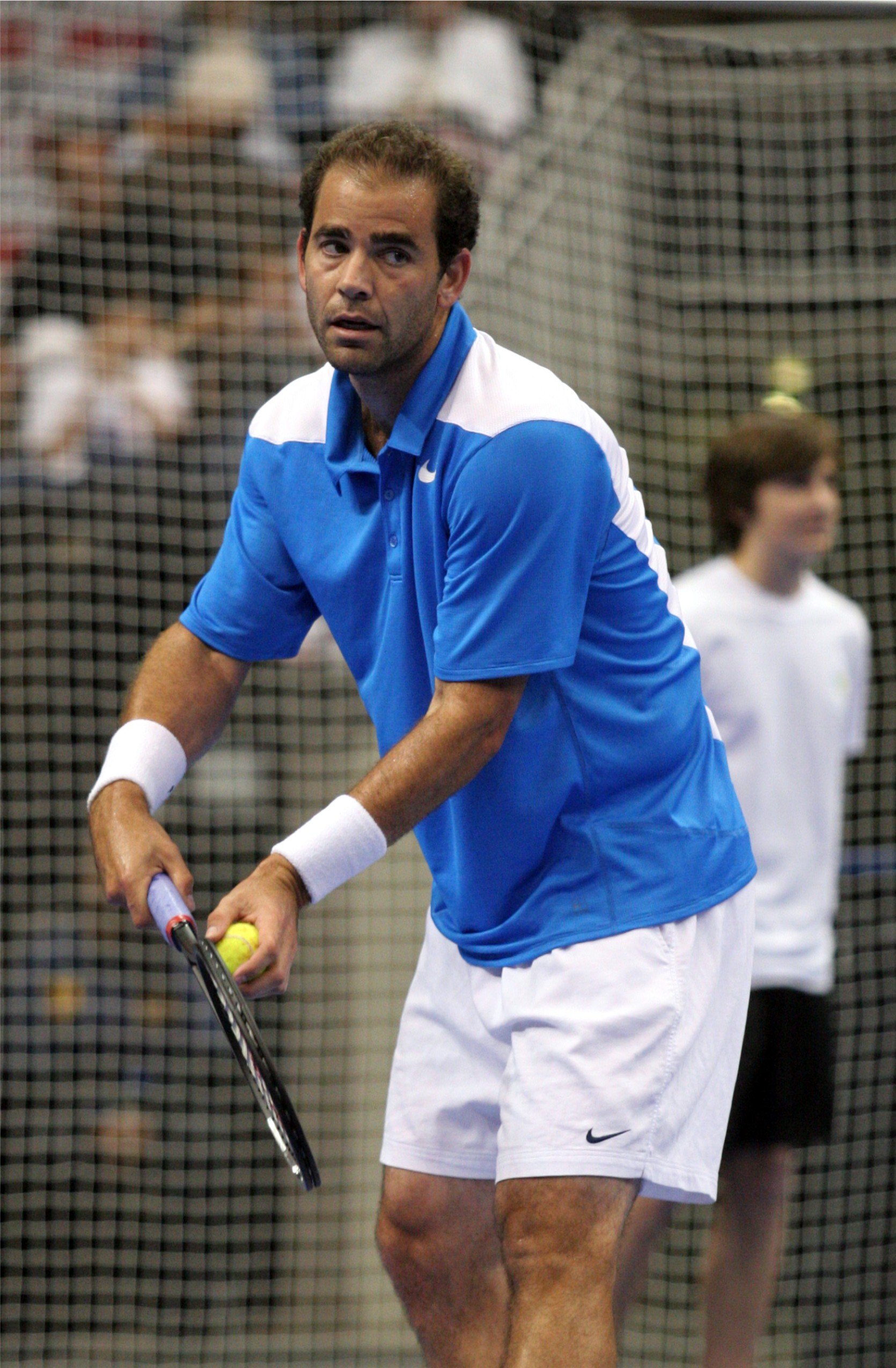
بيت سامبراس 2008

### فردي رجال
بيت سامبراس هزم أندريه أغاسي, 6-3, 6-4, 5-7, 6-4

### فردي سيدات
سيرينا ويليامز هزم  فينوس ويليامز, 6-4, 6-3

### زوجي رجال
ماهيش باهوبتي و ماكس ميرناي هزم  جيري نوفاك و راديك ستيبانيك, 6-3, 3-6, 6-4

### زوجي سيدات
فيرجينيا روانو باسكال و باولا سواريز هزم  إيلينا ديمونتيفيا و جانيت هوساروفا, 6-2, 6-1

### زوجي مختلط
ليزا رايموند و مايك براين هزم  كاترينا سريبوتنيك و بوب براين, 7-6(9), 7-6(1)

## الشباب

### فردي أولاد
ريشارد جاسكيه هزم  ماركوس باجداتيس, 7-5, 6-2

### فردي بنات
ماريا كايرلينكو هزم  باربورا سترايكوفا, 6-4, 6-4

### زوجي أولاد
مايكل كونينغ و باس فان دير فالك

### زوجي بنات
إيليك كلايجسترز و كريستين فليبكنيس